# Karl Gramminger
Karl Gramminger (* 22. November 1926 in Mannheim; † 14. Juli 2015) war ein deutscher Fußballspieler. Der Offensivspieler hat von 1946 bis 1958 bei den Vereinen VfL Neckarau und Fortuna Düsseldorf insgesamt 272 Ligaspiele in den damals erstklassigen Oberligen Süd und West absolviert und 118 Tore erzielt.

## Karriere
Der Schüler des Tulla-Gymnasiums debütierte am 7. März 1943 bei einem 5:1-Sieg gegen den VfTuR Feudenheim beim Mannheimer Stadtteilverein VfL Neckarau mit einem Tor in der Gauliga Baden. Zwillingsbruder Martin debütierte am 31. Oktober 1943 bei einem 6:4-Sieg der KSG VfL/07 Neckarau gegen die KSG Käfertal/Phönix Mannheim in der Gauliga. Es war der erste gemeinsame Auftritt der Zwillingsbrüder in der 1. Mannschaft von Neckarau. Sie spielten im Angriff an der Seite von Mittelstürmer Willi Preschle. Nach Ende des Zweiten Weltkriegs schlossen sich die Zwillinge während eines Studienaufenthaltes in Köln im Januar 1947 dem Kölner BC 01 an. Nach Abschluss der Rückrunde kehrten Karl und Martin wieder nach Neckarau zurück und spielten wiederum für den VfL Neckarau. Der VfL belegte in der Saison 1947/48 in der Fußball-Oberliga Süd den 16. Rang und stieg durch die Staffelreduzierung ab der Saison 1948/49 auf 16 Vereine, in die Landesliga Nordbaden ab.
Nach zwei Spielzeiten gelang der Wiederaufstieg in die Oberliga Süd und auch die Klasse konnte mit Platz 11 gehalten werden. Mit dem erneuten Abstieg in der Folgesaison als Tabellenletzter verließ er den Verein. Karl wird mit 116 Oberligaspielen und 40 Toren von 1946 bis 1952 und Martin mit 132 Oberligaspielen und 30 Toren beim VfL Neckarau geführt.
Von 1952 bis 1958 war er für Fortuna Düsseldorf in der Oberliga West in 156 Punktspielen aktiv, in denen er 81 Tore erzielte. Seine Premierensaison schloss er mit seiner Mannschaft als Neuntplatzierter ab, wobei der sechste Platz, 1954/55, 1955/56 und 1956/57, die beste Platzierung war. Sein wohl bestes Spiel für die Fortuna, bei der in jenen Jahren Toni Turek, der „Fußballgott“ und Weltmeister von 1954, das Tor hütete, bestritt er zusammen mit dem Bruder Martin am 7. November 1954 beim fulminanten 7:2-Heimsieg gegen den FC Schalke 04: „25.000 Zuschauer bestaunten eine ‚Gramminger-Gala‘“, als die „entfesselt stürmenden Zwillinge […] an jenem trüben Herbstsonntag alle Tore“ erzielten.
Während seiner Vereinszugehörigkeit kam er auch im DFB-Pokal-Wettbewerb zum Einsatz; 1956 wurde er im Halbfinale bei der 1:2-Niederlage gegen den Hamburger SV eingesetzt und erzielte mit dem Anschlusstreffer in der 79. Minute auch das einzige Tor für seine Mannschaft. 1957 kam er erneut im Halbfinale gegen den Hamburger SV zum Einsatz; diesmal gewann Fortuna Düsseldorf mit 1:0. Das im Augsburger Rosenaustadion am 29. Dezember 1957 ausgetragene Finale wurde gegen den FC Bayern München durch das von Rudolf Jobst in der 77. Minute erzielte Tor mit 0:1 verloren.
Zum Abschluss seiner Fußballerkarriere bestritt er von 1958 bis 1961 64 Punktspiele (20 Tore) für Bayer 04 Leverkusen in der 2. Oberliga West. Das beste Rundenresultat erreichte Bayer 04 1960/61 mit dem 3. Rang, hinter den zwei Oberligaaufsteigern Schwarz-Weiß Essen (1.) und Fortuna Düsseldorf (2.). Die Gramminger-Zwillinge spielten dabei an der Seite von Mitspielern wie Heinz Höher, Uwe Klimaschefski und Hans-Otto Peters. Karl siedelte später nach Nürtingen, wo er im Geschäft der Schwiegereltern einstieg und nebenbei den FV 09 Nürtingen trainierte. Bruder Martin blieb im Westen und war als Trainer beim VfL Benrath und in Neuss tätig, wo er sich auch häuslich niederließ.

## Erfolge
- DFB-Pokal-Finalist 1957

## Sonstiges
Karl ist der eineiige Zwilling von Martin Gramminger, der ein Jahr vor ihm beim VfL Neckarau mit dem Fußballspielen begann, ansonsten denselben Karriereverlauf nahm wie er und fünf Jahre nach ihm verstarb.